# Мануела Лутце
Мануела Лутце  (нім. Manuela Lutze, 20 березня 1974) — німецька веслувальниця, олімпійська чемпіонка.

## Виступи на Олімпіадах
| Олімпіада    | Дисципліна     | Місце |
| ------------ | -------------- | ----- |
| Атланта 1996 | двійка парна   | 5     |
| Сідней 2000  | четвірка парна | 1     |
| Афіни 2004   | четвірка парна | 1     |
| Пекін 2008   | четвірка парна | 3     |